# Liste der Monuments historiques in Maisoncelles-en-Gâtinais
Die Liste der Monuments historiques in Maisoncelles-en-Gâtinais führt die Monuments historiques in der französischen Gemeinde Maisoncelles-en-Gâtinais auf.

## Liste der Bauwerke
| Bezeichnung      | Beschreibung | Standort | Kennzeichnung | Schutzstatus | Datum | Bild           |
| ---------------- | ------------ | -------- | ------------- | ------------ | ----- | -------------- |
| Kirche St-Michel |              | (Lage)   | PA00087078    | Inscrit      | 1926  | weitere Bilder |

## Liste der Objekte
| Bezeichnung             | Beschreibung            | Standort                       | Kennzeichnung | Schutzstatus | Datum | Bild |
| ----------------------- | ----------------------- | ------------------------------ | ------------- | ------------ | ----- | ---- |
| Retabel des Hauptaltars | Holz und Stuck, um 1800 | in der Kirche St-Michel (Lage) | PM77003593    | Inscrit      | 1980  |      |